# 渡辺男二郎
渡辺 男二郎（わたなべ だんじろう、1902年（明治35年）1月14日 - 1980年（昭和55年）11月20日）は、日本の内務・警察官僚。最後の官選宮城県知事。

## 経歴
現在の広島県呉市出身。渡辺逸太郎の二男として生まれる。第三高等学校を卒業。1925年、東京帝国大学法学部を卒業。同年11月、高等試験行政科試験に合格。1926年5月、内務省に入省し、北海道庁属となる。
1929年8月、地方警視として青森県警察部勤務となる。さらに、山形県警察部、福井県警察部で勤務。1935年5月、地方事務官として三重県勤務となり、さらに東京府に移る。1939年4月、内閣東北局書記官に発令され、山口県経済部長、和歌山県内務部長、宮城県内務部長などを歴任。
1947年3月、前任の千葉三郎が知事選に出馬のため辞任したことに伴い宮城県知事に昇格。県議会議員選挙、知事選挙などを執行して同年4月に知事を退任。その後、仙台商工局長、楢崎造船相談役、日本中型造船工業会理事などを務めた。

## 著作
- 『警察官の日常経済知識』新光閣、1932年。
- 『経済語辞典』新光閣、1934年。
- 『経済警察の基礎知識』新光閣、1938年。
- 『東北開発の展開とその資料』渡辺男二郎、1965年。